# Fast Stories... from Kid Coma
Fast Stories...from Kid Coma è l'album di debutto del gruppo musicale grunge Truly, pubblicato nel 1995.

## Tracce
1. Blue Flame Ford – 6:18
2. Four Girls – 4:28
3. If You Don't Let It Die – 3:50
4. Hot Summer 1991 – 5:55
5. Blue Lights – 4:12
6. Leslie's Coughing up Blood – 3:41
7. Hurricane Dance – 8:10
8. Angelhead – 4:47
9. Tragic Telepathic (Soul Slasher) – 3:34
10. Virtually – 4:48
11. So Strange – 5:06
12. Strangling – 5:33
13. Chlorine – 11:27

## Formazione
- John Agnello - produttore, Mixing (tracks 1, 2, 9, & 11)
- Jon Auer - produttore (track 7)
- Greg Calbi - mastering
- Jon Dunleavy - Engineering
- Edward Douglas - Engineering
- Adam Kasper- Produttore, Mixing (tracks 3, 5, 6, 8, 12, & 13)
- Erin Kenny - Recording
- Eamon Nordquist - chitarra (tracks 11, 12, & 13)
- Mark Pickerel - batteria
- Robert Roth - voce, chitarra
- Hiro Yamamoto - basso